# Liste des maires de Gaussan

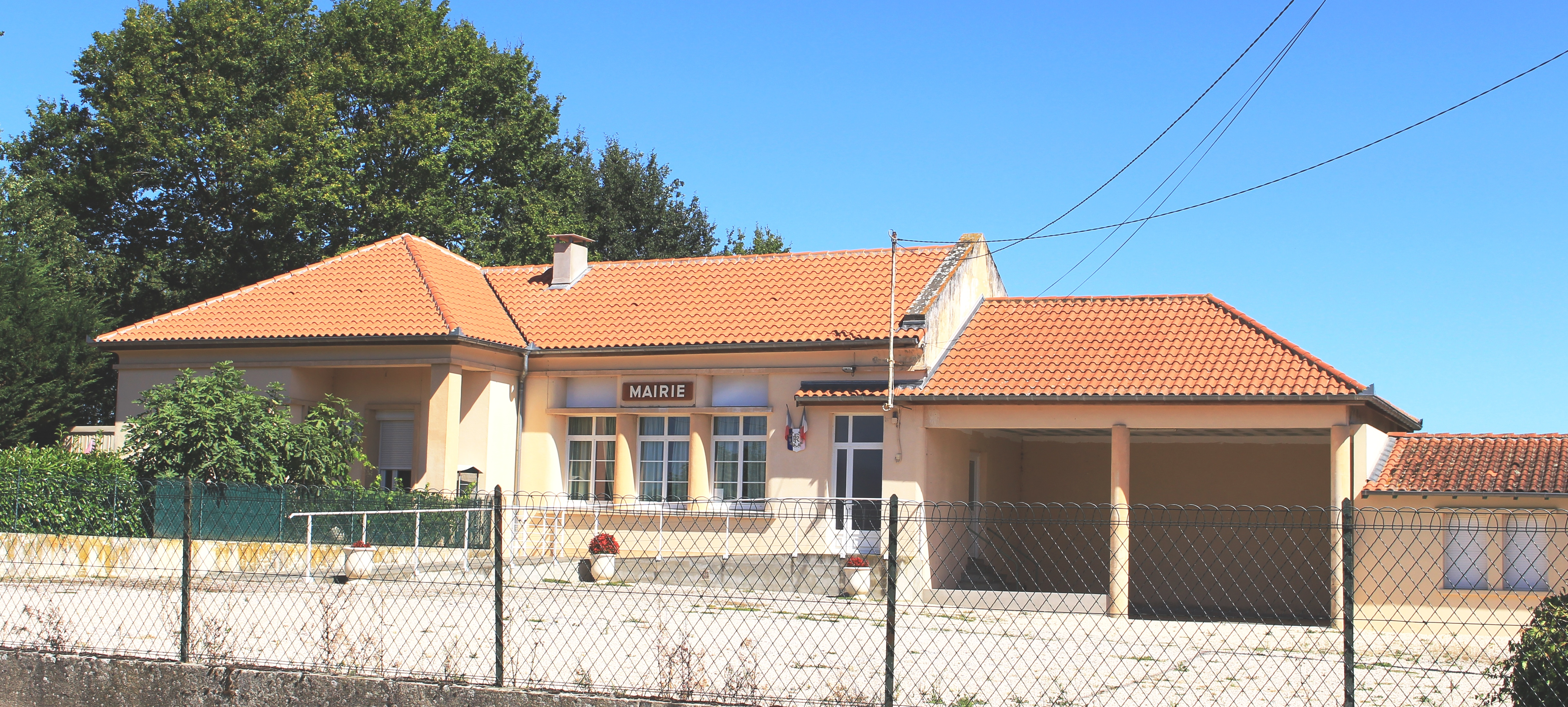
La mairie en 2020.

## Liste des maires
| Période                                  | Période  | Identité         | Étiquette | Qualité |
| ---------------------------------------- | -------- | ---------------- | --------- | ------- |
| Les données manquantes sont à compléter. |          |                  |           |         |
| 1847                                     |          | Dominique Duprat |           |         |
| Les données manquantes sont à compléter. |          |                  |           |         |
|                                          | 1853     | Claude Abbadie   |           |         |
| 1853                                     |          | Henri Mulle      |           |         |
| Les données manquantes sont à compléter. |          |                  |           |         |
| mars 2001                                | 2008     | Maryse Glacet    |           |         |
| mars 2008                                | En cours | Francis Castet   |           |         |